# X-30 (宇宙船)

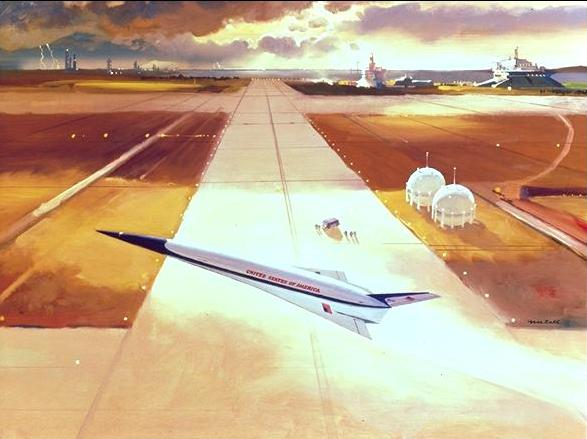
X-30の想像図（1986年）

X-30は、アメリカ航空宇宙局で構想された宇宙航空機（スペースプレーン）。National Aero-Space Planeの頭文字をとってNASPと呼ばれる。また、発表段階にはオリエント・エクスプレスという名称も追加されたことがある。構想のみで、実機はない。

## 歴史
冷戦の一戦略として戦略防衛構想（SDI） を推進したレーガン政権は、1986年、NASPと呼ばれる宇宙航空機の開発を発表した。これは、国防高等研究局（DARPA）が1982年から検討していたものであった。大気圏外をマッハ25で飛行する極超音速旅客機である。謳い文句として、極東とアメリカ合衆国本土を2時間で結ぶことを謳ったためにオリエント・エクスプレスとも称された。1990年代末の就役が目標とされ、X-30はこの計画の研究機と位置づけられた。初飛行の予定は1992年とされた。
開発費はアメリカ航空宇宙局とアメリカ国防総省が負担した。1987年にはジェネラル・ダイナミクス、ロックウェル・インターナショナル、マクドネル・ダグラスの三社が選考に残ったが、その間にも予定は遅れ、目標が2000年以降までずらされた。
開発時期を遅らせても、年間必要経費が100億から200億ドル必要となるなど、開発費が高騰し、1994年、アメリカ議会はこの計画の予算を否決した。これにより開発は中止となった。X-30の開発にあたっては、スクラムジェットエンジンなどの新しいエンジンや高熱に耐えうる新型素材などが必要であり、それらの開発に成功しなかったことが、中止の一因である。なお、スペースプレーンの研究自体は継続されている。

## 形状
現在残っているX-30と称する想像図は多くの種類がある。このことから、X-30は実際に構想どまりで、初期設計段階にも進んでいなかったと考えられる。以下に、代表的なX-30の概要を示す。
- ジェネラル・ダイナミクス
扁平なリフティングボディに小さな主翼と垂直尾翼を持つ。機体下部に突き出すように箱型のスクラムジェットエンジンを備える。モックアップが作られた。
- マクドネル・ダグラス
とがった機首のほかはジェネラル・ダイナミクスに酷似している。マクダネル・ダグラスではこのほか、貨物機型の構想も持っていた。
- ボーイング
上記2社に対して、胴体が円筒、低翼のデルタウィングである。また、単垂直尾翼を持つ。発表当初は、大統領を意識したと思われるエアフォースワンの塗装であった。

## 諸元（計画値）
出典：『Xの時代』p57
- 全長：43.05 m
- 全幅：10.38 m
- 翼面積：126.3 m2
- エンジン：スクラムジェットエンジン × 6（マクダネル・ダグラス案）
- 最大速度：マッハ25
- 乗員：2名

## 画像

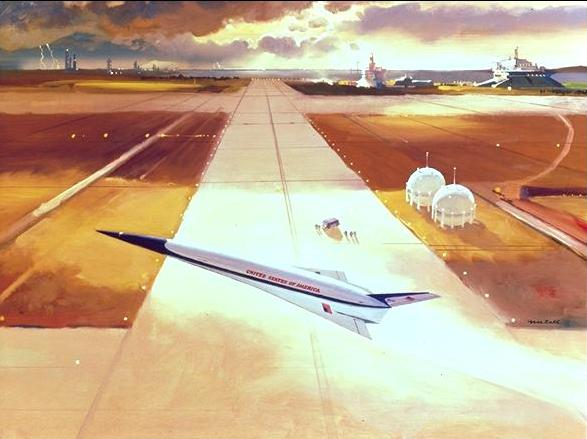
想像図（1986年）
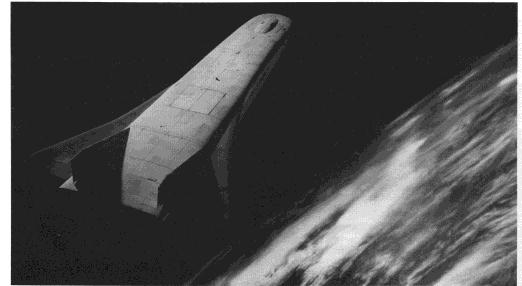
想像図
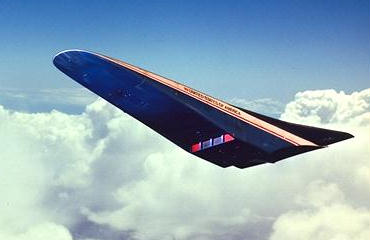
想像図
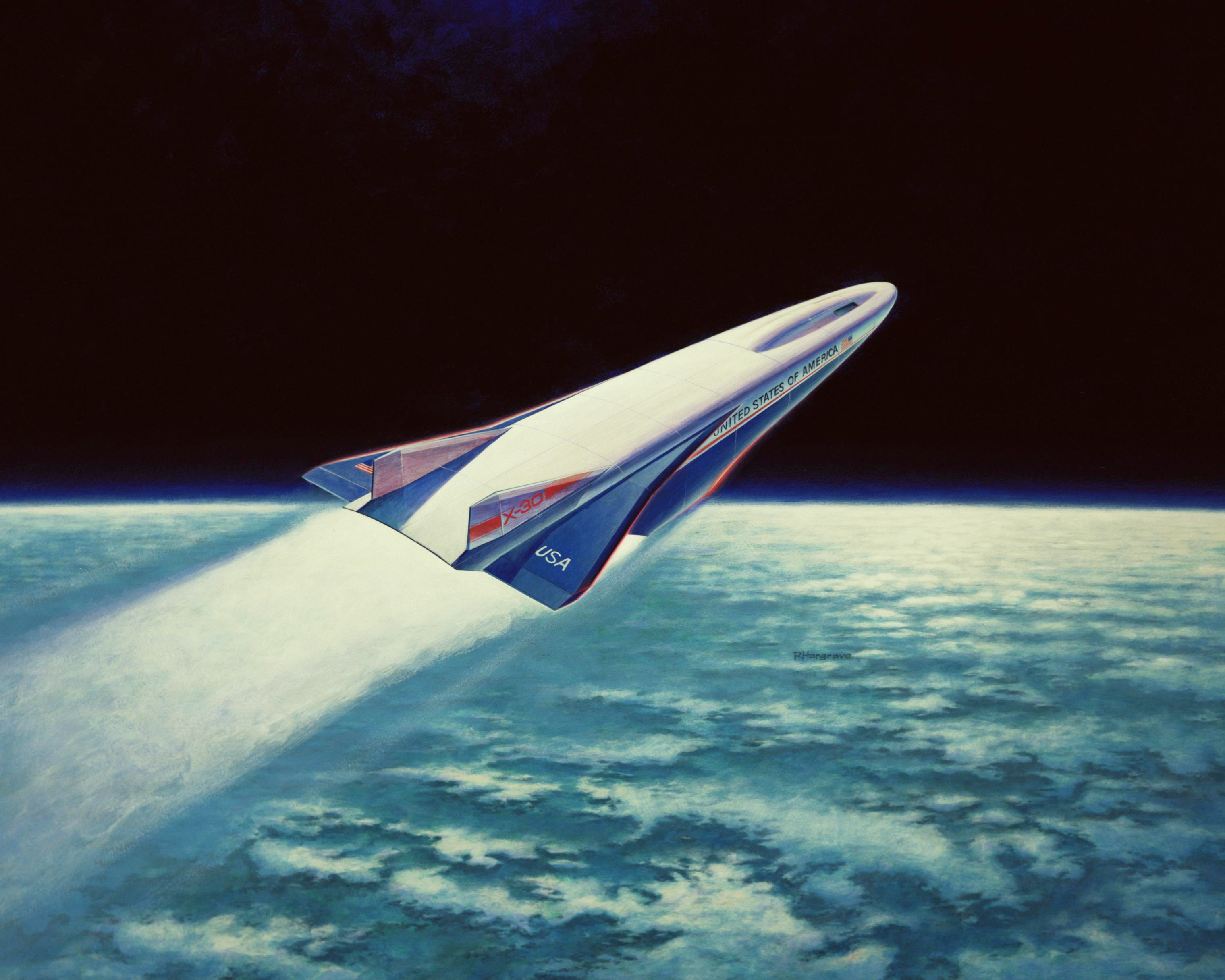
想像図
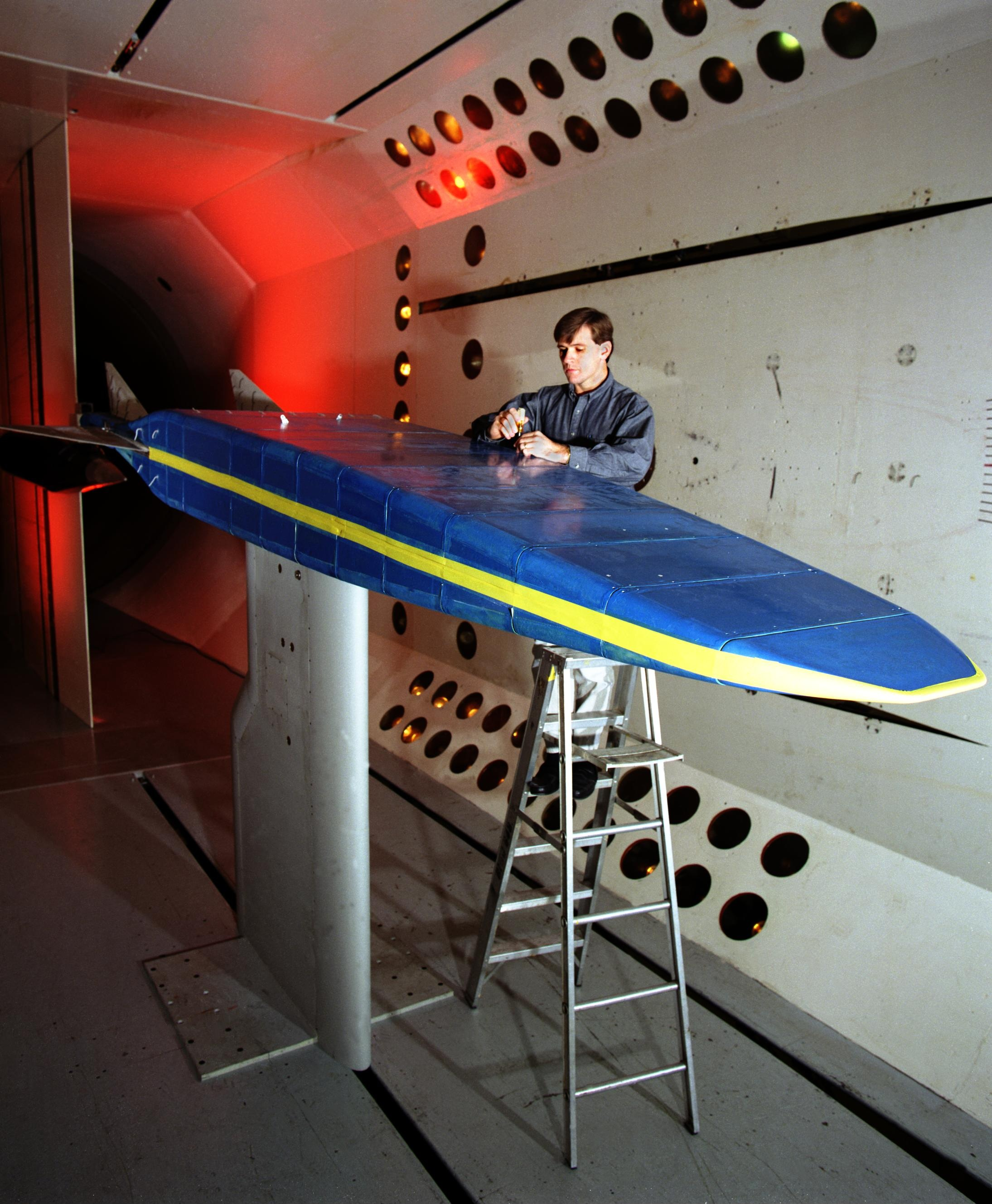
風洞実験モデル

## 登場作品
『征途』
日本が南北に分断された世界において、NASAが開発を進めている宇宙往還機として登場。3基のスクラムジェットと1基のロケットエンジンで飛行する機体で、チャールズ・シェフィールドを責任者として開発されていると設定されている。
劇中では日本国（南日本）のNASDA（宇宙開発事業団）の宇宙往還機開発計画「プロメテウス計画」と競う形で開発が進められていたが、1993年10月にNASDAが太平洋上で試作機を用いて実施した大気圏内準全速試験飛行が成功したことに危機感を覚えたアメリカ議会からの圧力で、NASDAの試験の1か月後に北米上空での大気圏内全速発揮試験を実施する。しかし試験中に工作段階でのミスが蓄積した結果致命的な故障が発生して操縦不能に陥りカンザス州カンザスシティに墜落。市民に7800名以上の死者を出す惨事となってしまい、事故の翌日に企画見直しが決定されて事実上の計画中止に追い込まれた。
『スター・ドミネーター』
「日米決戦2025 そのとき、日本は決断した！」内の短編作品。作品冒頭、ネリス空軍基地で試験されていた機体が登場。当機の事故墜落をきっかけに、アメリカ国防情報局とデルタフォースによる日本製スペースプレーン破壊作戦が実行される。